# Marion City
Koordinaten: 35° 2′ S, 138° 33′ O

Die City of Marion ist ein lokales Verwaltungsgebiet (LGA) im australischen Bundesstaat South Australia. Marion gehört zur Metropole Adelaide, der Hauptstadt von South Australia. Das Gebiet ist 55 km² groß und hat etwa 88.000 Einwohner (2016).
Marion liegt etwa in der Mitte des Küstenabschnitts von Adelaide zum Sankt-Vincent-Golf südöstlich des Stadtzentrums.
Das Gebiet beinhaltet 26 Stadtteile: Ascot Park, Bedford Park, Clovelly Park, Darlington, Dover Gardens, Edwardstown, Glandore, Glengowrie, Hallett Cove, Marino, Marion, Mitchell Park, Morphettville, O’Halloran Hill, Oaklands Park, Park Holme, South Plympton, Plympton Park, Seacliff Park, Seacombe Gardens, Seacombe Heights, Seaview Downs, Sheidow Park, Sturt, Trott Park und Warradale.
Der Verwaltungssitz des Councils befindet sich im Stadtteil Sturt im Zentrum der LGA, wo etwa 2500 Einwohner leben (2016).

## Verwaltung
Der Marion City Council hat 13 Mitglieder. 12 Councillor werden von den Bewohnern der vier Wards gewählt (je drei aus South, East, West und Central Ward). Diese vier Bezirke sind unabhängig von den Stadtteilen festgelegt. Der Ratsvorsitzende und Mayor (Bürgermeister) wird zusätzlich von allen Bewohnern der City gewählt.

## Söhne und Töchter der Stadt
- John Tate (1955–1998), US-amerikanischer Schwergewichtsboxer
- Thanasi Kokkinakis (* 1996), Tennisspieler